# Studentliv
För andra betydelser, se Studentliv (olika betydelser).

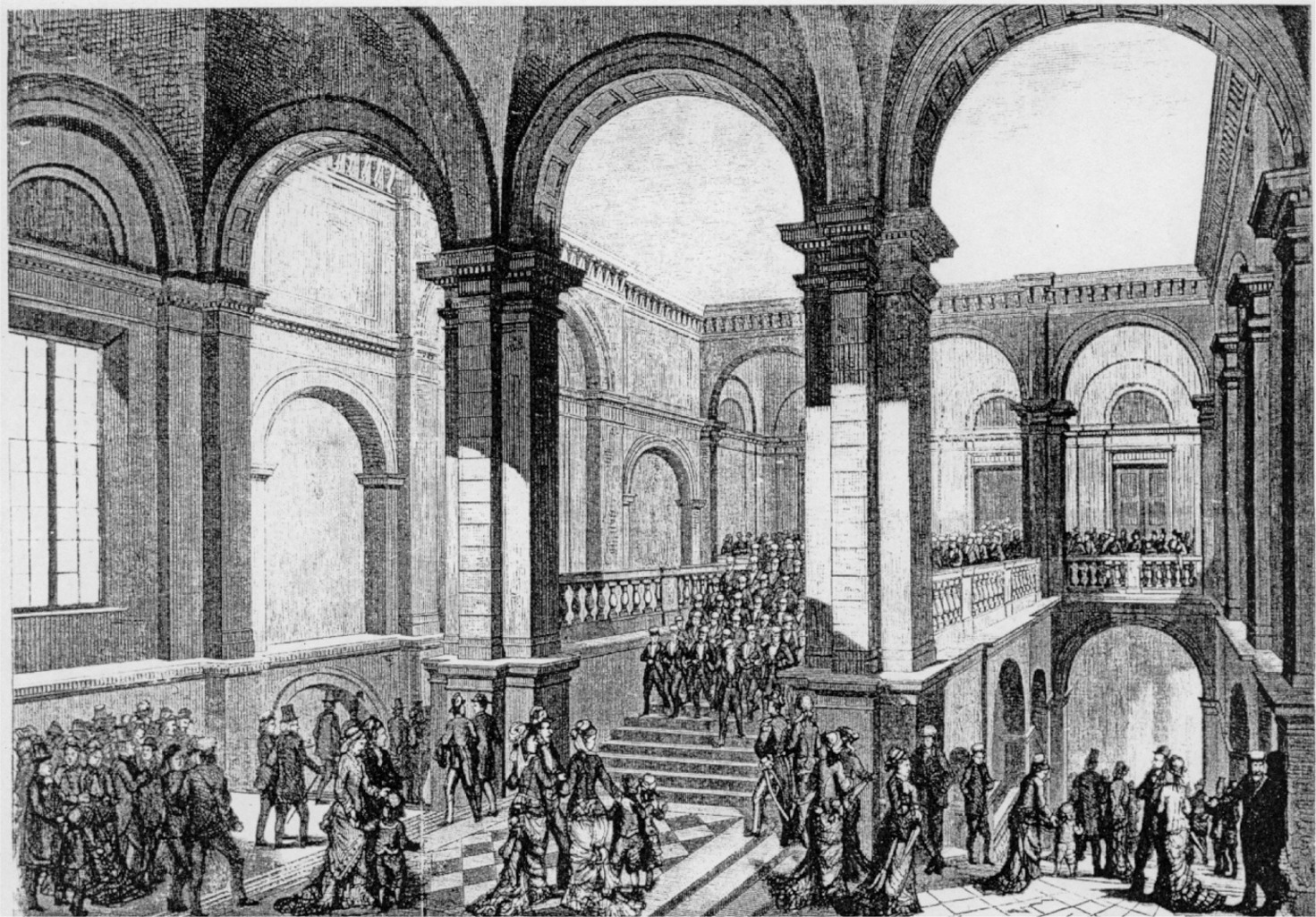
Äldre tiders studentliv; studentsångare i Uppsala, 1877

Studentliv är ett samlingsbegrepp för livet för studenter vid universitet och högskolor. Begreppet avser i regel främst fritidsaktiviteter som utövas inom ramen för bland annat studentnationer och studentföreningar.